# Итене
Итене (Itene, Iteneo, Itenez, More) — чапакурский язык, на котором говорят на севере Центрального департамента Бени (на стыке рек Итенес и Маморе) в Боливии, а также в муниципалитетах Гуажара-Мирим и Пор-Вельу на западе штата Рондония в Бразилии.
У итене есть диалект итореауип.